# 安藤義季
安藤 義季（あんどう よしすえ、生年不明 - 享徳2年10月9日（1453年11月9日））は、室町時代の武将。陸奥、蝦夷地の豪族。檜山系安藤氏（のち安東氏）の第3代当主。名字は下国とも称した。父は安藤康季。本姓は安倍。
安藤氏は陸奥津軽十三湊付近を根拠とし、蝦夷地との交易を中心とした海上交通に従事する海の豪族であったが、『満済准后日記』によれば永享4年（1432年）、松前藩史である『新羅之記録』によれば嘉吉3年（1443年）、南部義政に攻撃され、父康季と共に蝦夷地へ退転したと伝えられている。近年の有力説では、永享4年（1432年）の敗戦後に幕府の仲裁により和睦が図られ、康季らは十三湊に戻り永享12年（1440年）康季の妹を南部義政に嫁したが、嘉吉2年（1442年）再度攻撃された翌年に蝦夷地に逃れたと見られており、十三湊の発掘結果等からも支持されている。
義季は津軽奪還を目指した父康季と共に、文安2年（1445年）に津軽西浜に上陸したが、康季は引根城で病死し、義季も宝徳3年（1451年）、津軽鼻和郡大浦郷（現・弘前市）に狼倉舘（おいのくらたて）（高館城）を築き兵を挙げたが、享徳2年10月9日（1453年11月9日）南部氏との戦いに敗れ自害。下国家直系は断絶し、又従兄弟である政季が下国家を継いだ。